# Стрілець (знак зодіаку)

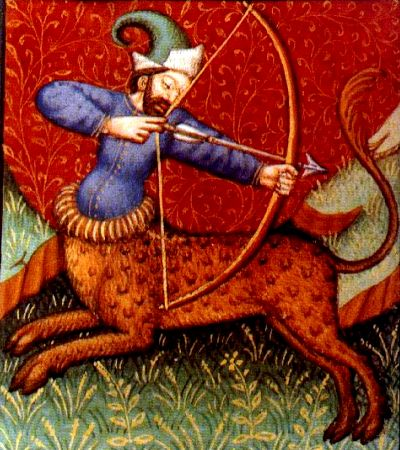
Стрілець

Стрілець (лат. Sagittarius) — дев'ятий знак зодіаку, відповідний сектору  екліптики від 240° до 270°, рахуючи від  точки весняного рівнодення;  мутабельний знак тригона — Вогонь.
Згідно з координатами західної астрології Сонце перебуває в знаку Стрільця приблизно з 23 листопада по 21 грудня, ведичної — Дхану з 16 грудня по 14 січня. Не слід плутати знак Стрільця з сузір'ям Стрільця, в якому Сонце перебуває з 18 грудня до 17 січня.

## Символ
Спочатку знак Стрільця зображували кентавром, уособлюючи напівтварину і напівлюдину. Надалі арійська культура змінила символ на лучника, що сидить верхи на білому коні. Нині астрологічним символом стала стріла і частина лука. Символ Стрільця ♐ (може не відображатися в деяких браузерах) в Юнікоді – під десятковим номером 9808 або шістнадцятковим номером 2650 і може бути введений в HTML-код як  ♐  або  ♐ .

## Пам'ять

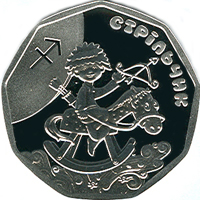
Монета НБУ присвячена дітям, які народилися під сузір'ям Стрільця

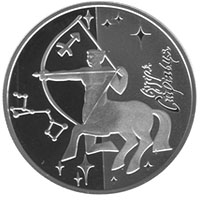
Монета зі срібла

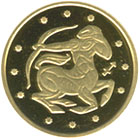
Монета з золота

Національний банк України ввів у обіг 17 грудня 2007 року дві пам’ятні монети «Стрілець» номіналом 5 гривень зі срібла та «Стрілець» номіналом 2 гривні з золота, а 19 листопада 2015 року  — пам’ятну монету «Стрільчик» номіналом 2 гривні зі срібла присвячену дітям, які народилися під сузір'ям Стрільця. 